# Enargia imbuta
Enargia imbuta är en fjärilsart som beskrevs av Jean Baptiste Boisduval 1840. Enargia imbuta ingår i släktet Enargia och familjen nattflyn. Inga underarter finns listade i Catalogue of Life.